# Hyundai Atos
Hyundai Atos er en mikrobil fra den sydkoreanske bilfabrikant Hyundai Motor, som i Sydkorea blev lanceret i efteråret 1997 af søstermærket Kia Motors som Kia Visto. Modellen blev mellem starten af 1998 og foråret 2002 samt mellem foråret 2004 og starten af 2008 markedsført i en lettere modificeret udgave som Hyundai Atos hhv. Atos Prime i Europa.
Efterfølgeren på det europæiske marked hedder Hyundai i10, og er søstermodel til Kia Picanto.
Den første generation blev i Pakistan produceret frem til 2009 under navnet Hyundai Santro. I Mexico produceres og sælges Atos Prime som Dodge Atos af Bering Motors, mens den i Sydkorea og Indonesien stadigvæk sælges som Kia Visto.

## Atos (1997−2002)
Første generation af Kia Visto gik i produktion i efteråret 1997, og blev fra starten af 1998 markedsført i Europa som Hyundai Atos. Modellen var en praktisk og relativt stor microvan, hvis proportioner i vidt omfang blev benyttet i Opel Agila.

### Tekniske data
|                             | Atos               |
| Byggeår                     | 1998–2002          |
| Motordata                   |                    |
| Motorkode                   | Epsilon            |
| Motortype                   | R4-benzinmotor     |
| Antal ventiler pr. cylinder | 3                  |
| Ventilstyring               | OHC, tandrem       |
| Fødesystem                  | Multipoint         |
| Trykladning                 | –                  |
| Køling                      | Vandkøling         |
| Boring × slaglængde         | 66,0 × 73,0 mm     |
| Slagvolume                  | 999 cm³            |
| Kompressionsforhold         | 9,5:1              |
| Maks. effekt ved omdr./min. | 41 kW (56 hk) 5500 |
| Maks. drejningsmoment       | 82 Nm 3100         |
| Kraftoverførsel             |                    |
| Drivende hjul               | Forhjul            |
| Gearkasse (standardudstyr)  | 5-trins manuel     |
| Gearkasse (ekstraudstyr)    | 3-trins automatisk |
| Præstationer                |                    |
| Topfart                     | 142 km/t           |
| Acceleration 0-100 km/t     | 15,1 sek.          |

## Atos Prime (1999−2002)
Modellen, som fra sommeren 1999 blev solgt i Europa som Hyundai Atos Prime, havde skrå bagklap og var ikke nær så rummelig som den oprindelige Atos. Atos Prime var en modificeret Kia Visto I. Salget af Atos og Atos Prime i Europa blev indstillet i foråret 2002, da den egentlige efterfølger, Hyundai Getz, kom på markedet i Europa samme år.
Da sidstnævnte var vokset i alle ydermål (længde 3,82 m; 25 cm mere end Atos) og derved henvendte sig til et andet klientel, efterspurgte adskillige interesserede en mindre, under Getz positioneret mikrobil. Hyundai lyttede til disse kunder og introducerede derfor tredje generation af Atos i foråret 2004.

### Tekniske data
|                                                | Atos Prime                      |
| Byggeår                                        | 1999–2002                       |
| Motordata                                      |                                 |
| Motorkode                                      | Epsilon/G4HC                    |
| Motortype                                      | R4-benzinmotor                  |
| Antal ventiler pr. cylinder                    | 3                               |
| Ventilstyring                                  | OHC, tandrem                    |
| Fødesystem                                     | Multipoint                      |
| Trykladning                                    | –                               |
| Køling                                         | Vandkøling                      |
| Boring × slaglængde                            | 66,0 × 73,0 mm                  |
| Slagvolume                                     | 999 cm³                         |
| Kompressionsforhold                            | 9,5:1                           |
| Maks. effekt ved omdr./min.                    | 41 kW (56 hk) 5500              |
| Maks. drejningsmoment                          | 82 Nm 3100                      |
| Kraftoverførsel                                |                                 |
| Drivende hjul                                  | Forhjul                         |
| Gearkasse (standardudstyr)                     | 5-trins manuel                  |
| Gearkasse (ekstraudstyr)                       | 3-/4-trins automatisk           |
| Præstationer1                                  |                                 |
| Topfart                                        | 142 km/t (140 km/t)             |
| Acceleration 0-100 km/t                        | 15,1 sek. (15,8 sek.)           |
| Brændstofforbrug pr. 100 km ved blandet kørsel | 6,3 liter (7,3 liter) Blyfri 95 |

## Atos Prime (2004−2008)
I marts 2004 kom tredje generation af Atos på det europæiske marked. Også denne gang var modellen en modificeret udgave af Kia Visto, dog anden generation.
Modellen blev ligesom sin forgænger fremstillet i Indien af Hyundai Motor India Ltd., og var der kendt som Santro Xing.
Atos III (Atos Prime II) adskilte sig såvel teknisk og optisk ikke ret meget fra anden generation. Den nye model var hovedsageligt kendetegnet ved de modificerede lygteenheder i klarglasoptik fortil og bagtil. At det drejede sig om et facelift, hvor også en ny motor (1,1 i stedet for 1,0 liter) holdt sit indtog, kunne føres tilbage til, at Hyundai billigst muligt ville tilfredsstille den ovennævnte efterspørgsel.
Hyundai Atos var udstyret med den fra Kia Picanto kendte 1,1-litersmotor med fra modelår 2006 46 kW (63 hk, hidtil 43 kW (58 hk)) og 12 ventiler (3 pr. cylinder). Denne motor var betydeligt mere moderne end forgængerens. Desuden havde modellen ABS-bremser med elektronisk bremsekraftfordeling, førerairbag, servostyring, startspærre og centrallåsesystem. Comfort-modellen havde derudover passagerairbag, el-ruder i fordørene, højttalere i hattehylden samt i bilens farve lakerede sidespejle og dørhåndtag. Derimod kunne modellen aldrig leveres med ESP. Bagagerummet i Atos kunne rumme 263 liter. Gennemsnitsforbruget var opgivet til 5,5 liter pr. 100 km, og CO2-udslippet til 131 g/km.
I starten af 2008 blev produktionen af Atos indstillet til fordel for den nye i10. Kia Visto sælges dog stadigvæk i Sydkorea og andre asiatiske lande.

### Tekniske data
|                                                | Atos Prime                      |                                 |
| Byggeår                                        | 2004–2005                       | 2005−2008                       |
| Motordata                                      |                                 |                                 |
| Motorkode                                      | Epsilon/G4HC                    | Epsilon/G4HC                    |
| Motortype                                      | R4-benzinmotor                  | R4-benzinmotor                  |
| Antal ventiler pr. cylinder                    | 3                               | 3                               |
| Ventilstyring                                  | OHC, tandrem                    | OHC, tandrem                    |
| Fødesystem                                     | Multipoint                      | Multipoint                      |
| Trykladning                                    | –                               | –                               |
| Køling                                         | Vandkøling                      | Vandkøling                      |
| Boring × slaglængde                            | 67,0 × 77,0 mm                  | 67,0 × 77,0 mm                  |
| Slagvolume                                     | 1086 cm³                        | 1086 cm³                        |
| Kompressionsforhold                            | 10,0:1                          | 10,0:1                          |
| Maks. effekt ved omdr./min.                    | 43 kW (59 hk) 5450              | 46 kW (63 hk) 5450              |
| Maks. drejningsmoment                          | 89 Nm 2850                      | 97 Nm 3000                      |
| Kraftoverførsel                                |                                 |                                 |
| Drivende hjul                                  | Forhjul                         | Forhjul                         |
| Gearkasse (standardudstyr)                     | 5-trins manuel                  | 5-trins manuel                  |
| Gearkasse (ekstraudstyr)                       | 4-trins automatisk              | 4-trins automatisk              |
| Præstationer1                                  |                                 |                                 |
| Topfart                                        | 142 km/t (140 km/t)             | 147 km/t (139 km/t)             |
| Acceleration 0-100 km/t                        | 15,1 sek. (15,8 sek.)           | 15,8 sek. (20,7 sek.)           |
| Brændstofforbrug pr. 100 km ved blandet kørsel | 6,3 liter (7,3 liter) Blyfri 95 | 5,5 liter (6,1 liter) Blyfri 95 |

## Bemærkelsesværdigt
På trods af et ret spartansk sikkerhedsudstyr, som i basismodellen kun omfattede førerairbag og ABS, opnåede første generation af Hyundai Atos i Euro NCAP's kollisionstest i 2000 tre ud af fem mulige stjerner, hvilket var et for bilstørrelsen godt resultat. Konkurrenter som blev udviklet efter Atos, såsom Fiat Panda fra 2004, fik ikke noget bedre resultat. Sikkerheden for børn blev ikke testet, mens Atos i fodgængertesten fik efter daværende kriterier gennemsnitslige to ud af fire stjerner.